# Peter Mitchell
Peter Mitchell es un actor inglés, más conocido por haber interpretado a Pete Hamill en la serie Hollyoaks.

## Biografía
Jugó fútbol profesional, firmó con el equipo Leeds United cuando tenía 16 años; sin embargo, su carrera como futbolista terminó trágicamente en 2002, a los 18 años, cuando sufrió un accidente automovilístico que lo dejó paralizado, por lo que usa silla de ruedas.

## Carrera
En 2009 interpretó a Dan en la serie Cast Offs.
En 2010 apareció como invitado en un episodio de la serie Doctors, donde interpretó a Adrian Greenaway; ese mismo año interpretó a Aiden en el episodio "Master of the Universe: Monday". El 21 de febrero de 2011, se unió al elenco principal de la exitosa serie británica Hollyoaks, donde interpretó al director Peter "Pete" Hamill hasta el 1 de septiembre de 2011. En 2012 apareció en la serie White Van Man, donde dio vida a Patrick. En octubre de ese mismo año, se anunció que Peter aparecería como invitado en un episodio de la serie médica Doctors, donde interpretó a Andy Davies.

## Filmografía

### Series de televisión
| Año  | Título            | Personaje        | Notas                     |
| ---- | ----------------- | ---------------- | ------------------------- |
| 2009 | Cast Offs         | Dan              | 6 episodios               |
| 2010 | Doctors           | Adrian Greenaway | episodio "One More Scrum" |
| 2011 | Comedy Lab        | Peter Mitchell   | episodio "Rick and Peter" |
| 2011 | Hollyoaks         | Pete Hamill      | 39 episodios              |
| 2012 | Doctors           | Andy Davies      | episodio "Blip"           |
| 2012 | White Van Man     | Patrick          | 2 episodios               |
| 2015 | Coronation Street | Sam Hayden       | 7 episodios               |